# Mireille Albrecht
Pour les articles homonymes, voir Albrecht.
Mireille Albrecht, née le 21 juin 1924 à Rotterdam et morte le 25 septembre 2007 à Paris 15e, est un auteur français, résistante durant la Seconde Guerre mondiale.

## Biographie
Mireille Berthe Wilhelmina Albrecht est née à Rotterdam le 21 juin 1924. Ses parents sont Freddy Albrecht, un banquier néerlandais et Berty Albrecht, une Française connue pour son activité dans la Résistance. Elle a un frère, Frédéric, né en 1920. Elle grandit à Londres où sa famille s'installe en 1924. À la séparation de ses parents en 1932, elle part pour Paris avec sa mère et son frère,.
Sa mère, Berty Albrecht, est une militante sociale et féministe qui s'engage très vite activement dans la Résistance. Mireille Albrecht, encore adolescente fait également partie du mouvement de résistance Combat. Arrêtée une première fois, en avril 1942, Berty Albrecht réussit à s'évader de l'hôpital psychiatrique du Vinatier grâce à une opération organisée par un groupe du mouvement Combat, à laquelle participe aussi sa fille Mireille Albrecht,. 
Mireille Albrecht et sa mère se cachent alors dans la famille Gouze, où elles rencontrent la future Danielle Mitterrand. Mireille Albrecht est ensuite mise à l'abri en Suisse où elle reste chez des cousins jusqu'à la fin de la guerre.
De retour à Paris, elle mène une vie bohème et fréquente les artistes du moment.[réf. nécessaire] Elle se marie mais quitte rapidement son mari et part en Afrique du Sud rejoindre son père. Elle y rencontre Charles Hills, un ingénieur britannique. Ils ont une fille, Chilina Hills. Le couple s'installe à Paris puis dans le midi de la France. Ils tiennent un pub puis une galerie d'art en Provence. Après leur divorce, Mireille Albrecht retourne à Paris et ouvre une boutique d'antiquités d'Extrême-Orient.
Elle est par la suite chargée de mission au ministère des Affaires étrangères et membre du Conseil économique et social.
Mireille Albrecht consacre une partie de sa vie à élucider le mystère qui entoure la mort de sa mère. Elle réussit à établir que celle-ci s'est bien suicidée dans sa prison et à identifier la personne qui l'a dénoncée. Elle écrit deux livres à la mémoire de sa mère, Berty et Vivre au lieu d’Exister. Un troisième livre, Les Oubliés de l‘ombre, est consacré aux résistants de l'ombre. Elle fait don au musée d'histoire de Marseille d'une série d'objets et d'écrits ayant appartenu à sa mère. 
Elle meurt à Paris le 25 septembre 2007 à 83 ans, et est inhumée au cimetière du Père-Lachaise division 39. Antony Russel a créé une sculpture en forme de chaise en déséquilibre pour sa tombe.

## Distinctions
- Officière de la Légion d'honneur (11 juillet 1997) ; chevalière du 30 juin 1989[11]
- Médaille de la Résistance française (décret du 31 mars 1947)[12]

## Publications
- Vivre au lieu d'exister : La vie exceptionnelle de Berty Albrecht, Compagnon de la Libération, éditions du Rocher, 2001 (ISBN 9782268080765).
- Berty : la grande figure féminine de la Résistance, Robert Laffont, 1986 (ISBN 978-2221044087).
- Les Oubliés de l'ombre. 1940-1944, éditions du Rocher, 2007, 146 p.  (ISBN 978-2268060446).